# Drugi gabinet Billy’ego Hughesa
Drugi gabinet Billy’ego Hughesa (ang. the Second Hughes Ministry) – trzynasty gabinet federalny Australii, urzędujący od 14 listopada 1916 do 17 lutego 1917 roku.
Gabinet powstał po tym, jak w wyniku rozłamu w rządzącej dotąd Australijskiej Partii Pracy (ALP) dotychczasowy lider partii i zarazem premier Billy Hughes został z niej wykluczony. Wkrótce potem założył nowe ugrupowanie, Narodową Partię Pracy. Dzięki poparciu udzielonemu Hughesowi w parlamencie przez opozycyjną dotąd Związkową Partię Liberalną (CLP) premier utrzymał się jednak u władzy i utworzył swój drugi gabinet.
Przez większość czasu urzędowania gabinetu trwały rozmowy dotyczące zacieśnienia współpracy między środowiskiem Hughesa (który był politykiem łączącym poglądy lewicowe i nacjonalistyczne) z bardziej konserwatywną CLP. Ostatecznie Narodowa Partia Pracy i Związkowa Partia Liberalna połączyły się w jedno ugrupowanie, które przyjęło nazwę Nacjonalistycznej Partii Australii. W lutym 1917 Hughes powołał swój trzeci gabinet, w którym zasiedli zarówno jego dotychczasowi współpracownicy, jak i politycy dawnej CLP.

## Skład
| stanowisko                                     | członek gabinetu    |
| ---------------------------------------------- | ------------------- |
| premier                                        | Billy Hughes        |
| prokurator generalny                           | Billy Hughes        |
| minister obrony                                | George Pearce       |
| minister marynarki wojennej                    | Jens Jensen         |
| minister poczty                                | William Webster     |
| minister skarbu                                | Alexander Poynton   |
| minister spraw wewnętrznych i terytoriów       | Frederick Bamford   |
| minister robót publicznych i kolei             | Patrick Lynch       |
| wiceprzewodniczący Federalnej Rady Wykonawczej | William Spence      |
| minister handlu i ceł                          | William Archibald   |
| ministrowie bez teki                           | Edward Russell      |
| ministrowie bez teki                           | William Laird Smith |